# Hans Folz
Pour les articles homonymes, voir Folz.
Hans Folz (né à Worms vers 1435/1440 - mort à Nuremberg en janvier 1513) est un chirurgien-barbier et un Meistersinger (chanteur) de la fin du XVe et du début du XVIe siècle.

## Biographie
Hans Folz devient citoyen de Nuremberg en 1459 ; un document de 1486 le mentionne comme maître barbier. Il est considéré comme le réformateur du Meistersang, ayant brisé les conventions en vigueur à l'époque et encouragé la variété. Aux tons admis par les douze « anciens Maîtres », il en ajoute 27.
À cette époque, vers 1500, il y avait plus de 250 Maîtres chanteurs dans le sud du Saint-Empire.
Ses quelque 100 chansons de Maître sont surtout consacrées à des sujets religieux. On lui attribue également la création de douze Jeux de Carnaval qui sont stylistiquement dans la tradition de Hans Rosenplüt, mais dans une langue plus raffinée et plus originale.
Son antisémitisme, exprimé principalement dans Die alte und die neue Ehe et dans Der Herzog von Burgund, en fait l'un des principaux représentants de l'antisémitisme chez les écrivains du Moyen Âge.

## Œuvres
- Bäderbüchlein (v. 1480) Dises puchlein saget vns von allen paden, die von natur heiß sein.
- Hausratbüchlein (v. 1490)
- Von dem König Markolfo
- Von einem Kaiser und einem Abt